# Synagoga w Dobromilu
Synagoga w Dobromilu – powstała najpewniej po usamodzielnieniu się tutejszej gminy żydowskiej w 1765 r., aczkolwiek dokładna data nie jest znana. 
Po agresji Niemiec na ZSRR i odkryciu zwłok więźniów zamordowanych przez NKWD w Dobromilu doszło do pogromu, w  którego trakcie synagoga została spalona. Wydarzenie to miało miejsce 30 czerwca 1941 roku, a podpalenia dokonało Einsatzkommando 6 lub Ukraińcy (Einsatzkommando w działaniach wspierała ukraińska milicja). Według niektórych źródeł w synagodze spalono 200 Żydów.
Po wojnie nie została odbudowana. Była położona na zachód od rynku.